# Immortal (album)
Pour les articles homonymes, voir Immortal (homonymie).
 (août 2024).
Si vous disposez d'ouvrages ou d'articles de référence ou si vous connaissez des sites web de qualité traitant du thème abordé ici, merci de compléter l'article en donnant les références utiles à sa vérifiabilité et en les liant à la section « Notes et références ».
Albums de Shaman
Reason
(2005) Anime Alive
(2009)
Immortal est le troisième album du groupe brésilien Shaman.

## Liste des morceaux
Les dix pistes de cet album sont :
1. "Renovatti" – 2:59
2. "Inside Chains" – 4:24
3. "Tribal by Blood" – 4:18
4. "Immortal" – 5:54
5. "One Life" – 5:04
6. "In the Dark" – 4:18
7. "Strength" – 4:17
8. "Freedom" – 4:44
9. "Never Yield" – 4:47
10. "The Yellow Brick Road" – 8:18

### Titres bonus (Réédition brésilienne de 2009)
1. "In the Dark" (Version acoustique de l'édition japonaise) – 4:14
2. "In the Dark" (Version acoustique) – 3:45
3. "The Yellow Brick Road" (Version acoustique) – 3:17

### CD Bonus (Réédition brésilienne de 2009)
Il s’agit de la version audio du DVD live Anime Alive.
1. "Renovatti" – 3:12
2. "Inside Chains" – 4:25
3. "Strength" – 4:16
4. "For Tomorrow" – 6:19
5. "Nothing to Say" (reprise de Angra) – 6:31
6. "Freedom" – 3:40
7. "Anime Drums" – 2:26
8. "In the Dark" – 4:22
9. "One Life" – 5:21
10. "Carry On" (reprise de Angra) – 5:14
11. "Fairy Tale" – 6:34
12. "Immortal" – 5:32
13. "Kurenai" (reprise de X Japan) – 4:18

## Formation
- Thiago Bianchi - Chants
- Leo Mancini - Guitare
- Fernando Quesada - Basse
- Ricardo Confessori - Batterie
- Fabrizio Di Sarno (invité) - Claviers